# 山村貞子
山村貞子（やまむら · さだこ，Yamamura Sadako），通稱貞子，是日本作家鈴木光司筆下《环界》系列中的角色。原作中其實為陰陽人，而影視版就為女性。
山村貞子是超能力研究者伊熊平八郎與超能力者山村志津子的長女。貞子與她母親一樣是超能力者，志津子擁有透視之眼，而身為女兒的貞子則可以利用意念控制人類生死。在原作設定中，雖然貞子天生為世間稀有的美女，但她卻是個得了罕見遺傳病「睾丸性女性症候群」的陰陽人。

## 人物原型
據「七夜怪談」編導高橋洋說，片中貞子的母親志津子是真有其人——御船千鶴子（みふね ちづこ/Mifune Chizuko，1886年7月17日-1911年1月19日）這位真實存在的透視超能力者，生於明治19年，在日本有千里眼千鶴子之稱而聞名。她因哥哥的催眠實驗，在明治41年的夏天，利用透視能力在海中找到一只金戒指而聲名大噪，而在「七夜怪談」中具有超能力的志津子（貞子的母親）就是以她為範本創造出來的角色。
當時有位研究日本靈異現象的福來友吉博士為了證明特異功能的存在，找到千鶴子在媒體面前當眾實驗。在一場由東京帝國大學校長山川健次郎主持的公眾實驗中露餡，被當時媒體及輿論指稱為騙子。年方24歲的千鶴子之後服毒自殺，自殺原因眾說紛云。另一位特異功能者長尾郁子則是日本首位能利用特異功能，將自己腦裡所想像的畫面或文字投射在影像底片上的傳奇人物，在千鶴子死後，福來博士也找上她作研究，然而同樣的被山川在媒體面前揭發為是魔術手法。長尾在41歲病死。
這兩則事件在日本明治史上稱為「千里眼事件」。

## 演员
- 三浦綺音 - 1995年电视剧『七夜怪谈：少女的怨念（英语：Ring (1995 film)）』。
- 竹島由夏 - 1995年电视剧『七夜怪谈：少女的怨念』。少女期。
- 山崎和佳奈 - 1996年广播剧。作为声优的演出。
- 伊野尾理枝
  - 电影『午夜凶鈴』1998年。
  - 电影『午夜凶鈴2』1999年。
- 白井ちひろ - 1998年电影『午夜凶鈴』。少女期。
- 宮崎紀彦 - 1998年电影『午夜凶鈴』。眼部特写。不是演员，而是导演的助手。
- 佐伯日菜子 - 1998年电影『貞子復活』。
- 中谷美紀 - 1998年电影『貞子復活』。復活後（分飾高野舞）。
- 土田芽吹 - 1998年电影『午夜凶鈴2』。少女期。
- 木村多江
  - 1999年电视剧『惡靈貞子』。
  - 1999年电视剧『螺旋』。
- 矢田亞希子 - 1999年电视剧『螺旋』。復活後（分飾高野舞）。
- 及川麻衣 - 1999年电视剧『螺旋』。復活後（分飾高村典子）。
- 須藤理彩 - 1999年电视剧『螺旋』。復活後（分飾西島美咲）。
- 裴斗娜 - 1999年韓国电影『午夜冤靈（英语：The Ring Virus）』。
- Riko - 1999年韓国电影『午夜冤靈』。少女期。
- 仲間由紀恵 - 2000年电影『七夜怪談0：貞相大白（英语：Ring 0: Birthday）』。
- 古谷千波 - 2000年电影『七夜怪談0：貞相大白』。少女期。
- 黛维·切斯（英语：Daveigh Chase） - 2002年电影『七夜冤靈』。
- 凱莉·斯泰珀絲（英语：Kelly Stables） - 2005年电影『剎靈』和短片『剎靈 (短片)』。
- 橋本愛 - 2012年电影『貞子3D』。
- 七海繪梨（日语：七海エリー） - 2016年电影『貞子vs伽椰子』。
- 三田佳子 - 2016年『士力架』日本广告。
- 波妮·摩根（英语：Bonnie Morgan） - 2017年电影『七夜怪譚』。
- 南彩加 - 2019年电影『貞子』。分飾山村志津子。

## 系列

### 日本
- 凶鈴再現（1998）
- 午夜凶鈴2 貞子纏身（1999）
- 貞相大白（2000）
- 贞子3D（2012）
- 貞子3D2（2013）
- 貞子vs伽椰子（2016）
- 貞子：起源（2019）

### 美國
- 七夜冤靈（1998）
- 鬼迷剎瑪莉（2005）
- 七夜怪譚（2017）

### 遊戲
- 黎明死線（2022）